# كليفورد هنتر
كليفورد هنتر (بالإنجليزية: Clifford Hunter)‏ هو سياسي نيوزيلندي، ولد في 11 مايو 1900، وتوفي في 1 يوليو 1990 في أوكلاند في نيوزيلندا. نشط حزبياً في حزب العمال النيوزيلندي. وقد انتخب عضو مجلس النواب النيوزيلندي.